# Обухов, Василий Иванович
Васи́лий Ива́нович О́бухов (1861 — 15 [28] мая 1909) — русский богослов, преподаватель и духовный писатель.

## Биография
Окончил Нижегородскую духовную семинарию; в 1882—1886 годах учился в Казанской духовной академии, которую окончил со степенью кандидата с правом получения степени магистра без устного экзамена. С 1 ноября 1892 года до конца жизни преподавал Священное Писание в Оренбургской духовной семинарии, имел чин надворного советника.
Опубликовал статьи в «Оренбургских епархиальных ведомостях» за 1886 и 1889 год: «О превосходстве христианства над мусульманством», «Записки по философии. Введение в философию», «Анализ учения св. апостола Павла о несостоятельности ветхозаветного закона в деле оправдания человека перед Богом».